# Haemaphysalis ias
Haemaphysalis ias är en fästingart som beskrevs av Nakamura och Yajima 1937. Haemaphysalis ias ingår i släktet Haemaphysalis och familjen hårda fästingar. Inga underarter finns listade i Catalogue of Life.